# Torus (botanika)
Torus – zgrubienie o średnicy większej niż wylot jamki lejkowatej pełniący funkcje regulatora przepływu wody między cewkami. Pod wpływem zwiększonego ciśnienia wody błona wygina się zamykając wylot jamki.